# Locomotiva prussiana G 8
La locomotiva prussiana G 8 era una locomotiva a vapore con tender, per servizio merci, di rodiggio 0-4-0, a 2 cilindri esterni e a semplice espansione delle ferrovie della Prussia, KPEV (Koniglich Preussische Eisenbahnverwaltung).

## Storia
Le locomotive vennero progettate, negli ultimi anni del XIX secolo, per conto delle ferrovie prussiane (che le denominarono G 8) per il traino di treni merci dalle officine meccaniche Vulcan di Stettino; furono costruite da molte industrie dell'epoca come Hanomag, Grafenstaden, Schickau, Orenstein & Koppel. Dato l'ottimo risultato, non disgiunto dalla semplicità costruttiva, fattore non trascurabile ai fini dell'economicità e della manutenzione di una locomotiva a vapore, ne vennero costruite oltre 1200 unità. Le G 8 sono state le prime locomotive di grande serie al mondo ad essere costruite sin dall'origine con il surriscaldatore di vapore.
In seguito alla sconfitta della Germania nella prima guerra mondiale 336 locomotive G 8 vennero cedute ad altre ferrovie in riparazione dei danni di guerra; tra queste furono le 22 locomotive giunte in Italia e immatricolate dalle Ferrovie dello Stato come "gruppo 422".
Un consistente numero di G 8 venne assegnato alla Francia.
Le dieci macchine "AL 5380-5389" erano quelle assegnate alle ferrovie dell'Alsazia-Lorena. Erano di costruzione 1907-1913.
Le locomotive "AL 5391-5393" erano invece preda bellica, di costruzione Vulkan, 1906-1909.
Tutte e quante vennero radiate presto, entro il 1925. Il gruppo di locomotive "Serie 11 S 4801-4831" Compagnie des chemins de fer de l'Est fu assegnato alla Compagnia ferroviaria dell'Est in seguito all'armistizio e prestò servizio alla testa dei treni merci. In seguito alla nascita della SNCF le locomotive vennero reimmatricolate nel "gruppo 1-040 C" ai progressivi 801-831. Nel 1941 21 unità vennero cedute alle ferrovie della Siria e del Libano. 
Le unità 4.572-4.598 furono assegnate alla Compagnie des chemins de fer du Nord confluendo poi nel "gruppo SNCF 2-040 C".
Nel 1925 la Deutsche Reichsbahn rinumerò 656 locomotive del tipo nella classe DRG 55.16-22 (1601-2256). Ad esse si aggiunsero, nel 1935, 12 unità provenienti dalle ferrovie della Saar che presero i numeri successivi, 2257-2268.
Nel corso dell'occupazione nazista della Polonia numerose locomotive G 8, in precedenza cedute, vennero inglobate nel parco sostituendo nella numerazione tra 1604 e 1710 altrettante locomotive dismesse o distrutte.
Nel secondo dopoguerra le nuove ferrovie tedesche, Deutsche Bundesbahn, ne presero in carico 205 esemplari mentre le ferrovie tedesco-orientali ne ebbero 50 unità; la DB accantonò le sue locomotive nella metà degli anni cinquanta mentre le ferrovie della Germania orientale le accantonarono tutte entro il 1970.

## Caratteristiche tecniche
La locomotiva fu costruita come altre similari con il rodiggio "D" (0-4-0); era una macchina a vapore surriscaldato (surriscaldatore tipo Schmidt) a 2 cilindri esterni a semplice espansione. Nella prima serie di 13 locomotive prototipo, costruita dalla Vulcan di Stettino, il surriscaldatore venne allocato nella camera a fumo della locomotiva ed aveva una superficie riscaldante di 31,70 m²; le successive ebbero un'altra sistemazione che ne permetteva maggiore efficacia con superficie maggiore, 41,20 m². La distribuzione era a cassetto cilindrico con meccanismo di azionamento tipo Walschaerts.
La locomotiva era costituita da un carro su cui erano disposte le quattro ruote motrici accoppiate. Sul carro poggiava la caldaia per la produzione di vapore con pressione di esercizio a 12 bar. Il vapore surriscaldato veniva inviato al motore a 2 cilindri e da questo applicato per mezzo di una biella motrice sul terzo asse. Una biella di accoppiamento rendeva motrici tutte e quattro le ruote della macchina che così aveva il peso aderente pari a quello dell'intera macchina che era di circa 57 t (più o meno a seconda della serie). Il passo rigido della macchina era inferiore a 3 metri (2.940 mm).
La potenza continuativa sviluppata superava i 1000 CV (809 kW). Il sistema di frenatura era pneumatico.
Le locomotive vennero equipaggiate con tender di tipo prussiano delle classi "3 T 12", "3 T 16.5" (a tre assi) o "2'2' T 16" (a carrelli).